# James Douglas (industriel)
Pour les articles homonymes, voir James Douglas.
James S. Douglas (4 novembre 1837, Québec - 25 juin 1918, New York), est un homme d'affaires et philanthrope d'origine canadienne. Il introduit une série d'innovations techniques dans l'extraction du cuivre, et s'enrichit grâce à ses activités dans la production de cuivre dans l'Arizona et le Sonora.

## Biographie
Né de parents originaires d'Écosse, il suit ses études à l'Université Queen's et à l'Université d'Édimbourg.
Après avoir enseigné un temps au Morrin College (affilié à l'Université McGill), le Dr. James Douglas devient directeur de la Harvey Hill Copper Company en 1864, puis il s'installe aux États-Unis en 1875 pour diriger la Chemical Copper Company, à Phoenixville, près de Philadelphie, puis un important centre de l'industrie chimique. Il effectue alors également différents travaux de consultant minier.
En 1880, il est recruté par la compagnie Phelps Dodge pour étudier les possibilités d'exploitation minière sur le Territoire de l'Arizona, conduisant à la création de la Mine de Copper Queen à Bisbee, qui est devenu l'un des mines les plus productrices de cuivre dans le monde. Il obtient dix pour cent dans la propriété pour ses services.
À la fin des années 1880 et au début des années 1890, avec le succès de la Copper Queen et le soutien des associés de Phelps Dodge pour qui il acquiert avec succès des mines de cuivre, notamment le Detroit Copper Company, la Moctezuma Copper Company et la United Globe-Old Dominion mines. En 1905, le partenariat se poursuit avec l'achat des vastes terres de charbon à Dawson (Nouveau-Mexique) et organisation de la Stag Canyon Fuel Co. Il est nommé président de chacune des sociétés d'exploitation par les associés de Phelps Dodge. De plus, il recrute de jeunes ingénieurs talentueux, dont ses fils James et Walter, LD Ricketts et Charles E. Mills, pour gérer l'entreprise en pleine expansion.
Pour connecter ces opérations qu'il a menées dans la construction des mines et la construction du El Paso and Southwestern Railroad, un chemin de fer de 750 mile lie entre le Rock Island et Southern Pacific Lines, de Tucumcari à Tucson, en passant par Douglas.
Il devient président de l'American Institute of Mining Engineers (en) en 1899 (la James Douglas Gold Medal, décernée par cet institut, est nommé en son honneur).
En 1908, à la suite de l'évolution de la forme juridique de la société Phelps Dodge en Phelps Dodge Corporation, une société de portefeuille, Douglas devient le premier président, plus tard CEO, de Phelps Dodge, et a contribué à la transformer en société Fortune 500.
En 1912, il s'éloigne du monde des affaires pour se consacrer à la philanthropie. Il fait plusieurs dons à différents organismes, dont 100 000 dollars au General Memorial Hospital de New York (1912) et 1 000 000 de dollars à l'Université Johns-Hopkins pour aider le développement des recherches sur le radium (1913). Il cofonde le National Radium Institute (en) avec Howard Atwood Kelly et en partenariat avec le United States Bureau of Mines (en).
Il devient également chancelier de l'Université Queen's.
Il épouse Naomi Douglas, sans lien de parenté, fille de Walter Douglas, capitaine d'un navire de la Cunard Line. Ils seront notamment les parents de Walter Douglas (père de Naomi Douglas Kitchel, l'épouse de Denison Kitchel) et de James Douglas, Jr. (en) (père de Lewis Douglas).
À son décès, sa fortune est estimée à 18 millions de dollars.
En 1940, Phelps Dodge fonde la construction de la « James Douglas Memorial Building for Mines and Metallurgy » à l'Université d'Arizona.
James Douglas a donné son nom à la ville frontière de Douglas.

## Publications
- Memoir of T. Sterry Hunt, F.R.S. (1898)
- Untechnical Addresses on Technical Subjects (1905)
- Old France in the New World (1905)
- The Influence of the Railroads of the United States and Canada on the Mineral Industry (1909)
- Journals and Reminiscences of James Douglas, M.D. (1910)

## Sources
- (en) Cet article est partiellement ou en totalité issu de l’article de Wikipédia en anglais intitulé « James Douglas (businessman) » (voir la liste des auteurs).